# Bracon tenuicornis
Bracon tenuicornis är en stekelart som först beskrevs av Wesmael 1838.  Bracon tenuicornis ingår i släktet Bracon och familjen bracksteklar. Arten är reproducerande i Sverige. Inga underarter finns listade.